# ریکاردو نونس (بازیکن فوتبال، زاده ۱۹۸۲)
ریکاردو نونس (انگلیسی: Ricardo Nunes؛ زادهٔ ۶ ژوئیهٔ ۱۹۸۲) بازیکن فوتبال اهل پرتغال است.
از باشگاه‌هایی که در آن بازی کرده‌است می‌توان به باشگاه فوتبال پورتو بی، باشگاه فوتبال آکادمیکا، باشگاه فوتبال لیریا، باشگاه فوتبال ویتوریا ستوبال، باشگاه فوتبال پورتو، و باشگاه فوتبال وارزیم اشاره کرد.